# Ruagea glabra
Ruagea glabra är en tvåhjärtbladig växtart som beskrevs av Triana & Planch.. Ruagea glabra ingår i släktet Ruagea och familjen Meliaceae. Inga underarter finns listade i Catalogue of Life.